# Luciano (álbum)
Luciano es el cuarto álbum del cantante argentino Luciano Pereyra. Este disco estuvo dirigido hacia los géneros pop y balada. Este material contiene un dúo con la cantante mexicana Myriam Montemayor en el tema Inevitable que también fue incluido en el disco homónimo de dicha cantante. Este CD alcanzó la certificación de platino, por sus más de 40 000 placas vendidas.

## Canciones
| Luciano |                                      |                                                        |          |  |
| N.º     | Título                               | Escritor(es)                                           | Duración |  |
| 1.      | «Sin testigos»                       | Cachorro López · Sandra Baylac · Sebastián Schon       | 3:43     |  |
| 2.      | «Una noche de amor»                  | Luciano Pereyra · Cachorro López                       | 3:53     |  |
| 3.      | «Quiero que te quedes conmigo»       | Cachorro López · Sebastián Schon                       | 2:59     |  |
| 4.      | «Luz de mis ojos»                    | Luciano Pereyra · Cachorro López · Sebastián Schon     | 3:40     |  |
| 5.      | «Avisos clasificados»                | Alejandro Lerner · Eduardo Osorio                      | 3:39     |  |
| 6.      | «Historia de amor»                   | Alejandro Lerner · Max Calo                            | 4:12     |  |
| 7.      | «Inevitable» (con Myriam Montemayor) | Cachorro López · Juan Blas Caballero · Sebastián Schon | 3:37     |  |
| 8.      | «Desde lejos»                        | Luciano Pereyra · Cachorro López · Sebastián Schon     | 3:20     |  |
| 9.      | «Perdóname»                          | Luciano Pereyra                                        | 4:09     |  |
| 10.     | «Apetitosa»                          | Cachorro López · José Luis Properzi                    | 3:58     |  |
| 11.     | «Tu nombre»                          | Coti Sorokin                                           | 3:21     |  |
| 12.     | «En tus manos»                       | Luciano Pereyra · Cachorro López · Sebastián Schon     | 3:19     |  |

## Sencillos de difusión
- Sin testigos (2004)
- Quiero que te quedes conmigo (2004)
- Perdóname (2004)
- Historia de amor (2005)